# Ільїнка (Шелаболіхинський район)
Ільї́нка (рос. Ильинка) — село у складі Шелаболіхинського району Алтайського краю, Росія. Адміністративний центр Ільїнської сільської ради.

## Населення
Населення — 661 особа (2010; 761 у 2002).
Національний склад (станом на 2002 рік):
- росіяни — 99 %